# مسجد قدمگاه مالمیر
مسجد قدمگاه مالمیر مربوط به دوره صفوی است و در یزد، خیابان امام خمینی کوی مالمیر ۶۵۳۹ واقع شده و این اثر در تاریخ ۷ مهر ۱۳۸۱ با شمارهٔ ثبت ۶۵۶۱ به‌عنوان یکی از آثار ملی ایران به ثبت رسیده است.